# 루이스 스트로스

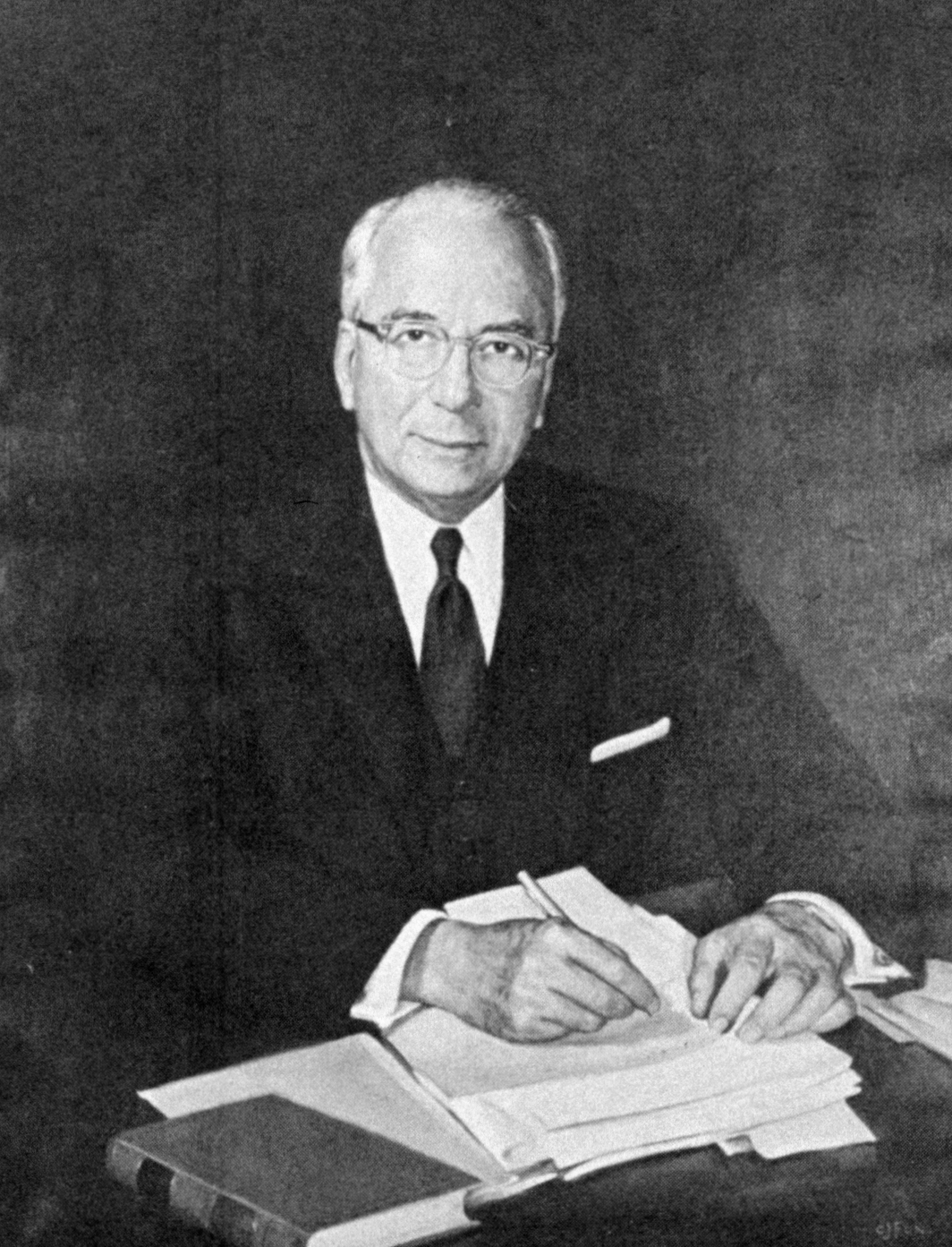

루이스 릭턴스타인 스트로스(영어: Lewis Lichtenstein Strauss, 1896년 1월 31일 ~ 1974년 1월 21일)는 미국의 정부 관료, 사업가, 해군 명예장교였다.1946년 미국 원자력 위원회의 초대 위원 중 하나였으며, 1950년대에는 위원장을 역임했다. 스트로스는 제2차 세계대전 이후 미국의 핵무기 개발과 원자력 정책 등에 있어 주요 인물 중 하나였다.